# Spyder (софтвер)
Spyder (претходно Pydee) је унакрсно платформно ИРО отвореног извора за научно програмирање у Пајтон језику. Spyder интегрише NumPy, SciPy, Matplotlib и IPython, као и остале софтвере отвореног извора.
У поређењу са осталим ИРО за научни развој, Spyder има јединствени скуп функција - унакрсну платформу, опен извор, написаних у Пајтону и доступн је под non-copyleft лиценцом. Spyder је проширив са прикључцима, садржи подршку за интерактивне алате за инспекцију података и уграђује специфични код осигураног квалитета за Пајтон и интроспекцију инструмената, као што су Pyflakes, Pylint и Rope. Он је доступна унакрсна платформа кроз Anaconda, на Windows-у са WinPython и Python(x,y), на Mac OS кроз MacPorts, и велике Линукс дистрибуције као што су Ubuntu, Debian, Fedora, OpenSuse, Gentoo or ArchLinux.
Spyder користи Qt преко PyQt или PySide.

## Функције
Функције укључују:
- уређивач са истицањем синтаксе, самоиспитивање и завршавање кода
- подржава више Пајтон конзола (укључујући IPython)
- могућност да се истраже и измене променљиве преко ГКИ

## Прикључак
Доступни прикључци укључују
- Статично анализирање кода са Pylint
- Профилисање кода
- Conda менаџер пакета са conda-ом

Spyder-ов веб-сајт пружа целу листу функција са скриншотовима